# Anthaxia kucerai
Anthaxia kucerai es una especie de escarabajo del género Anthaxia, familia Buprestidae. Fue descrita científicamente por Bílý & Svoboda en 2001.